# 克里斯蒂安·威克福德

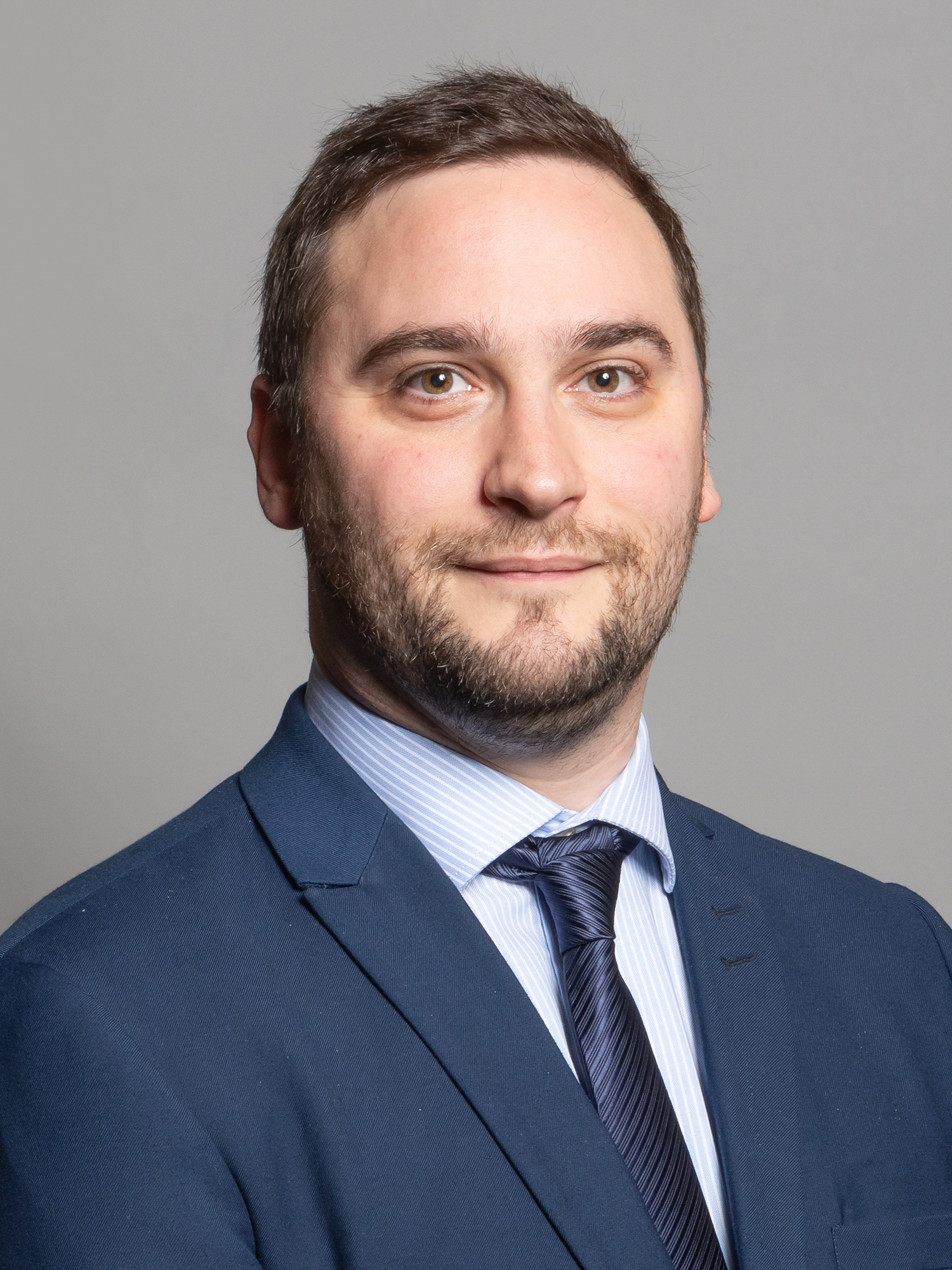

克里斯蒂安·威克福德（英語：Christian Wakeford；1984年11月9日—）是英國的一位政治家，所屬政黨是工黨，曾為保守黨黨員。他在2019年英國大選中當選南貝里的議員。